# Europäischer Formel-3-Cup
Der Europäische Formel-3-Cup war ein auf verschiedenen Rennstrecken in Europa stattfindendes Rennen von Fahrzeugen der Formel-3-Klasse.
Die Veranstaltung wurde 1985 als Nachfolger der europäischen Formel-3-Meisterschaft von der FIA ins Leben gerufen und bis 1990 auf verschiedenen europäischen Rennstrecken ausgetragen. Nach neunjähriger Unterbrechung wurde das Rennen von 1999 bis 2003 auf dem alljährlich eingerichteten Circuit de Pau-Ville in Frankreich im Rahmen des Grand Prix de Pau ausgetragen. 2003 wurde der Cup als Lauf der Formel-3-Euroserie und 2004 als Rennen der britischen Formel-3-Meisterschaft ausgetragen.

## Sieger
| Jahr                                | Strecke                | Meister            | Team                  | Chassis            |
| ----------------------------------- | ---------------------- | ------------------ | --------------------- | ------------------ |
| 1985                                | Circuit Paul Ricard    | Alex Caffi         | Gulf-Coloni           | Dallara-Alfa Romeo |
| 1986                                | Autodromo Dino Ferrari | Stefano Modena     | Euroteam              | Reynard-Alfa Romeo |
| 1987                                | Silverstone Circuit    | Steve Kempton      | Reynard R&D           | Reynard-Alfa Romeo |
| 1988                                | Nürburgring            | Joachim Winkelhock | WTS-Liqui Moly        | Reynard-Volkswagen |
| 1989                                | Misano World Circuit   | Gianni Morbidelli  | Forti Corse           | Dallara-Alfa Romeo |
| 1990                                | Circuit Bugatti        | Alessandro Zanardi | RC Motorsport         | Dallara-Alfa Romeo |
| von 1991 bis 1998 nicht ausgetragen |                        |                    |                       |                    |
| 1999                                | Circuit de Pau-Ville   | Benoît Tréluyer    | Signature Compétition | Dallara-Renault    |
| 2000                                | Circuit de Pau-Ville   | Jonathan Cochet    | Signature-Elf         | Dallara-Renault    |
| 2001                                | Circuit de Pau-Ville   | Anthony Davidson   | Carlin Motorsport     | Dallara-Honda      |
| 2002                                | Circuit de Pau-Ville   | Renaud Derlot      | ARTA-Signature-Elf    | Dallara-Renault    |
| 2003                                | Circuit de Pau-Ville   | Ryan Briscoe       | Prema Powerteam       | Dallara-Opel       |
| 2004                                | Spa-Francorchamps      | Adam Carroll       | P1 Motorsport         | Dallara-Honda      |